# Andrea Absolonová

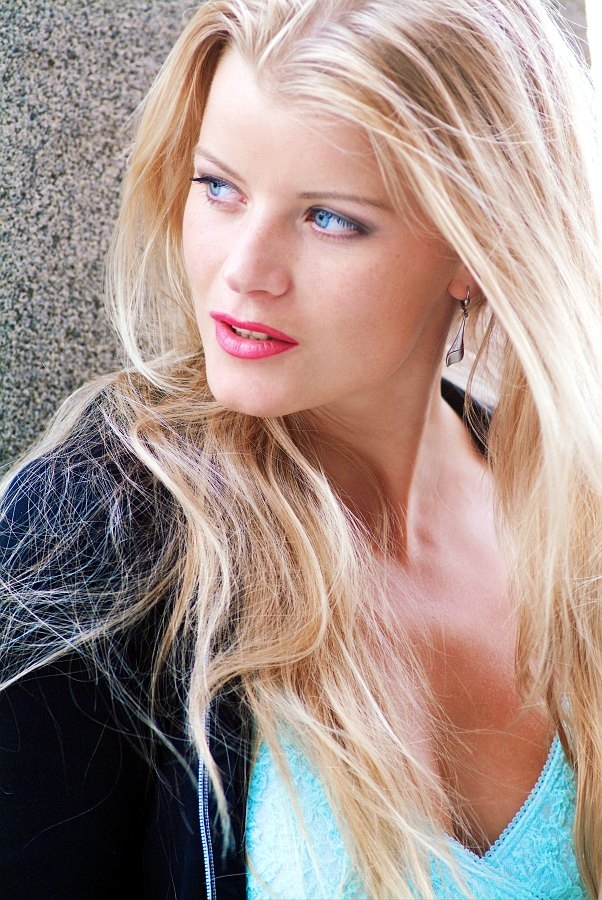
Andrea Absolonová, 2003 in Prag

Andrea Absolonová (* 26. Dezember 1976 in Prag; † 9. Dezember 2004 ebenda) war eine tschechische Turmspringerin, die nach der Beendigung ihrer Sportkarriere als Pornodarstellerin und Fotomodell unter dem Pseudonym Lea De Mae arbeitete.

## Leben
Andrea Absolonová war Mitglied der tschechischen Nationalmannschaft der Turmspringer und Teilnehmerin der Schwimmweltmeisterschaften 1994 in Rom. Sie war für die Olympischen Sommerspiele 1996 in Atlanta nominiert, konnte aber nicht teilnehmen, da eine Verletzung der Wirbelsäule während eines Trainingssprunges kurz vor den Olympischen Spielen ihre Karriere als Sportlerin vorzeitig beendete.
Sie wechselte unter dem Pseudonym Lea De Mae als Darstellerin in die Pornobranche, in der sie zwischen 1999 und 2004 unter anderem neben Silvia Saint und Monica Sweetheart in über 100 Filmen mitwirkte. 2004 war sie für die Auszeichnung als „Beste ausländische Darstellerin“ beim AVN Award nominiert.
Im Juli 2004 wurde bei Absolonová ein Glioblastom diagnostiziert, an dessen Folgen sie am 9. Dezember 2004 in einem Prager Krankenhaus im Alter von 27 Jahren starb. Sie wurde auf dem Friedhof des Prager Stadtteils Ďáblice beigesetzt. Die tschechische Regisseurin Natálie Císařovská verfilmte 2023 Absolonovás Geschichte in dem Drama Her Body.

## Filmografie (Auswahl)

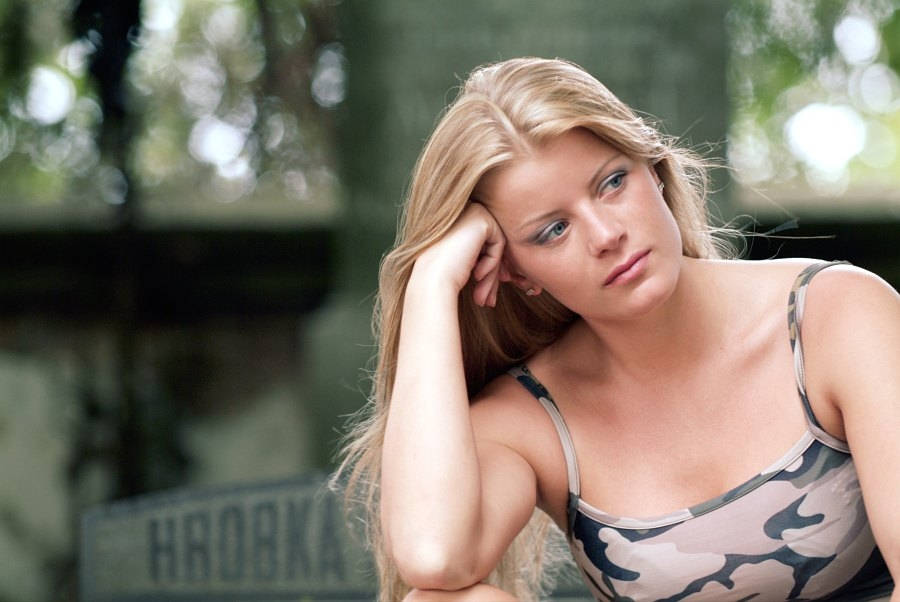
Lea De Mae, 2004 in Prag

Einige Filme wurden postum veröffentlicht.
- Face Dance Obsession (1999)
- Ass Lovers 2 (2000)
- Dangerous Things (2000)
- North Pole Vol. 16 (2000)
- Cumback Pussy 46 (2001)
- Cum Dumpsters (2002)
- Please Cum Inside Me 5 (2002)
- Cum Stains 1 & 2 (2003)
- Stocking Tease (2003)
- Hustler Centerfolds 2 (2004)
- Loaded (2004)
- Anal Training (2005)
- Lady Lust (2005)
- Nasty Dreams (2005)